# مركب غاليوم عضوي

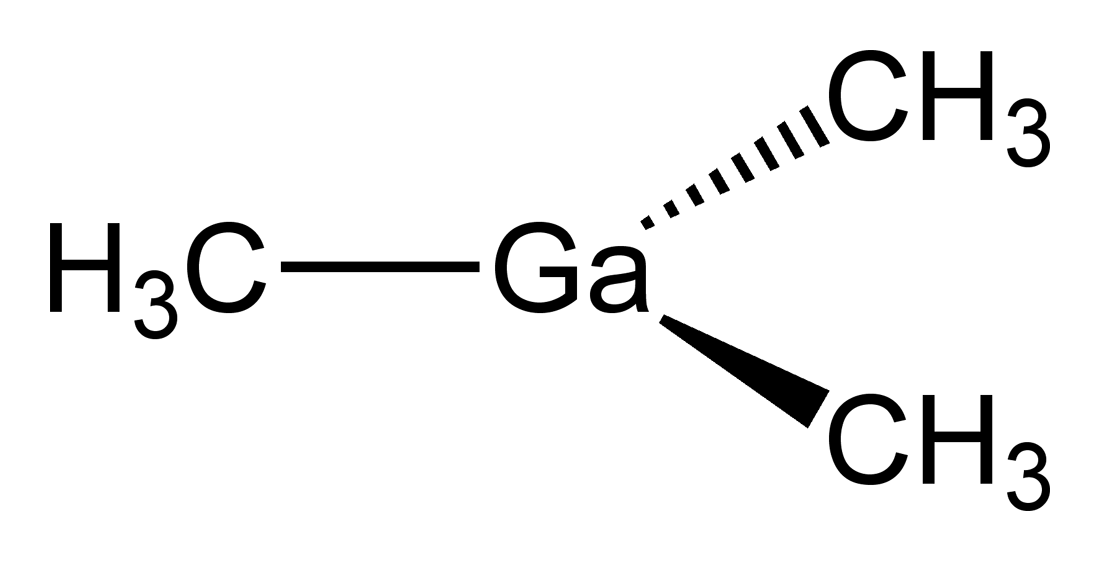
ثلاثي ميثيل الغاليوم

مركبات الغاليوم العضوية هي صنف من المركبات العضوية الفلزية الحاوية على رابطة كيميائية بين عنصري الغاليوم والكربون Ga-C؛ ويدعى الفرع من الكيمياء المهتم بدراسة تلك المركبات باسم كيمياء الغاليوم العضوية
من الأمثلة على هذه المركبات مركب ثلاثي ميثيل الغاليوم.

## الخواص
بمقارنة النشاط الكيميائي والتفاعلية مع المركّبات العضوية الفلزية لمجموعته من الألومنيوم والإنديوم والثاليوم، فإنّ لمركّبات الغاليوم العضوية نشاطٌ كيميائيّ مقاربٌ لمركّبات الإنديوم العضوية، لكنّها أقلّ نشاطاً من مركّبات الألومنيوم العضوية، ولكنّها أكثر نشاطاً من مركّبات الثاليوم العضوية. لا تشكّل ألكيلات الغاليوم ثنائيات وحدات مثل ألكيلات الألومنيوم، وهي مركّبات سائلة في الشروط القياسية، وذات نقطة انصهار منخفضة، وهي قابلة للاشتعال؛ كما تستطيع تشكيل بيروكسيدات مستقرّة. يبقى ثلاثي فينيل الغاليوم على هيئة مونومر (أحادي وحدات) في المحلول، ولكنّه يتبلور على هيئة بنية متسلسلة، نظراً إلى تآثرات Ga···C بين الجزيئية الضعيفة.
يعدّ مركّب كلوريد الغاليوم الثلاثي مادّةً أوّليّة نمطيّة من أجل تحضير مركّبات الغاليوم العضوية، وذلك وفق إضافة كربون فلزية. يتفاعل كلوريد الغاليوم الثلاثي حلقي بنتاديينيل الليثيوم في وسط من ثنائي إيثيل الإيثر ليتشكّل المعقّد حلقي بنتاديينيل الغاليوم، والذي يرمز له اختصاراً GaCp3. من جهةٍ أخرى، يستطيع الغاليوم الأحادي أن يشكّل معقّدات تناسقية مع ربيطات من الهيدروكربونات العطرية (الأرينات) مثل سداسي ميثيل البنزين، وللمعقّد الأخير بنية مركب نصف شطيري.